# Kladivadlo
Kladivadlo war in den 1960er Jahren eines der zahlreichen Theater, die im Zuge der Herausbildung der Kleinkunstbühnen in der Tschechoslowakei entstanden und in dieser Zeit die alternative Theater- und Kunstszene in der Tschechoslowakei prägten. Das Theater wirkte infolge einiger Verbote nacheinander in Broumov, Kadaň und Ústí nad Labem.

## Geschichte
1958 gründete der Bühnenautor und Regisseur Pavel Fiala zusammen mit Miloš Dvořák in Broumov noch unter dem Namen Divadelní studio (Theater-Studio) ein Theater, das unter anderem im Stadttheater auftrat. Nachdem die beiden ihren Militärdienst beendet hatten, wurde das Theater in Kladivadlo umbenannt und gehörte schnell zu den bekanntesten Theatern der neuen Welle von Kleinkunstbühnen. 1961 folgt die Aufführung von Kabaret o myšidlech (Kabarett über Mausmenschen), das mehrere Preise und Auszeichnungen, teils bei gesamtstaatlichen Wettbewerben, erhielt, gefolgt 1962 von Láska a dvě variace.
1963 zog das Theater nach Unstimmigkeiten mit den lokalen Parteistellen nach Kadaň um. Hier wurden die Bühnenstücke Hudryjáda a Skorokodýl (1963), Ten kůň se musí nějak jmenovat (1964) und Máslo (1965) aufgeführt; 1964 fand eine spezielle Aufführung in Gera in der DDR statt.
1965 erfolgte ein weiterer, politisch erzwungener Umzug nach Ústí nad Labem. Eine neue Adaptation des Bühnenstücks Máslo war die erste Premiere. Das Ensemble war dabei, sich zu professionalisieren. Es folgten weitere, teils kleinere und teils absurde Bühnenstücke wie Podmáslí, Pravidla hry, Legrační variace (eine Adaptation von Lucerna von Alois Jirásek), Na českým dvorku, Tři und andere. Kladivadlo spielte in verschiedenen Theatern, weil eine eigene Bühne fehlte. Das Ensemble vergrößerte sich und konnte auch mit bekannten Persönlichkeiten aufwarten.
Insbesondere nach 1969 kam es wieder zu Konflikten mit der Partei, Stücke Rackové, Manévry sowie Královské variace wurden kurzfristig verboten. 1971 stellten die zuständigen Parteistellen fest, das Theater erfülle die „Anforderungen auf ein engagiertes Schaffen“ nicht und Kladivadlo wurde aufgelöst.
Der tschechische Theaterkritiker Vladimír Just charakterisiert dei Entwicklung des Ensembles mit den Worten „beginnend mit dem literarischen Kabarett und endend mit Inszenierungen klassischer drammatischer Texte“.